# Festival Internacional de Curta-Metragem de Clermont-Ferrand
O Festival Internacional de Curta-Metragem de Clermont-Ferrand é um festival internacional de cinema de curta-metragem realizado na cidade francesa de Clermont-Ferrand. 
Criado em 1979, é organizado pela Sauve qui peut le court métrage (em português, Salve a curta-metragem) exibido na sede desta organização, na La Jetée. 
É considerado o maior festival de curtas-metragens do mundo e segundo maior festival de cinema da França, atrás do Festival de Cannes. 
O curta Ilha das Flores de Jorge Furtado é um dos curtas brasileiros que já foi premiado no festival (em 1990).